# 朴优赫
朴优赫（2000年—），韩国男子跆拳道运动员，2019年世界跆拳道锦标赛男子80公斤级铜牌得主、2021年亚洲跆拳道锦标赛男子80公斤级铜牌得主、2022年世界跆拳道锦标赛男子80公斤级金牌得主。